# Öringe
Öringe är en småort i Veinge socken i Laholms kommun, Hallands län. 